# Merochlora eutraphes
Merochlora eutraphes är en fjärilsart som beskrevs av Louis Beethoven Prout 1912. Merochlora eutraphes ingår i släktet Merochlora och familjen mätare. Inga underarter finns listade i Catalogue of Life.